# Andrija Bašić
Andrija Bašić (Šibenik, Croacia; 9  de septiembre de 1995) es un waterpolista croata que actualmente juega por el club griego NO Vouliagmeni.